# Туйтюбе
 Туйтюбе — горный хребет на Южном Урале. Находится на территории Кигинского района РБ и в Челябинской области РФ.
Хребет Туйтюбе Башкирского (Южного) Урала протянулся по меридиану с между д. Тугузлы до широтного течения р. Ай Кигинскомго района РБ.
Длина — 21 км, ширина — 9 м. Максимальная высота — 497 м.
Хребет сложен из известняков и доломитов турнейского яруса и башкирского яруса.
Дает начало рекам — притокам реки Ая.
Ландшафты — сосновые, берёзовые, лиственничные леса на серых лесных почвах и дерново-подзолистых почвах.

## Топонимика
Название Тюйтюбе произошло от башкирских слов «туй» — свадьба и «түбә» — холм.